# Вещественная проективная плоскость
| Фундаментальный многоугольник проективной плоскости. | Лента Мёбиуса с единственным ребром может быть замкнута в проективную плоскость путём склеивания противоположных краёв. | Для сравнения, бутылка Клейна — это Лента Мёбиуса, замкнутая в цилиндр. |

Вещественная проективная плоскость является примером компактного неориентированного двумерного многообразия, другими словами, односторонней поверхности. Проективную плоскость невозможно вложить в обычное трёхмерное пространство без самопересечения. Основная область применения этой плоскости — геометрия, поскольку основное построение вещественной проективной плоскости — пространство прямых в R3, проходящих через начало координат.
Плоскость часто описывают топологически в терминах построения на основе ленты Мёбиуса — если склеить (единственный) край ленты Мёбиуса с собой в правильном направлении, получим проективную плоскость (это нельзя осуществить в трёхмерном пространстве). Эквивалентно, приклеивание круга вдоль границы ленты Мёбиуса даёт проективную плоскость. Топологически, поверхность имеет эйлерову характеристику 1, поскольку полурод (неориентируемый или эйлеров род) равен 1.
Поскольку лента Мёбиуса, в свою очередь, может быть построена из квадрата путём склеивания двух его сторон, вещественная проективная плоскость может быть представлена как единичный квадрат (то есть [0,1] × [0,1]), в котором стороны отождествлены следующим отношением эквивалентности:
{\displaystyle (0,y)\sim (1,1-y),0\leqslant y\leqslant 1}
и
{\displaystyle (x,0)\sim (1-x,1),0\leqslant x\leqslant 1},
как на левом рисунке выше.

## Примеры
Проективная геометрия не обязательно касается кривизны и вещественная проективная плоскость может быть скручена и помещена в евклидову плоскость или трёхмерное пространство многими способами. Некоторые важные примеры вложения плоскости описаны ниже.
Проективную плоскость нельзя вложить (без пересечений) в трёхмерное евклидово пространство. Доказательство этого делается примерно так: Предположим, что плоскость вложена, тогда проективная плоскость ограничивает компактную область трёхмерного евклидова пространства согласно обобщённой теореме Жордана. Направленное вовне единичное векторное поле задаёт тогда ориентацию границы многообразия, однако границей многообразия служит проективная плоскость, которая не ориентируема. Получили противоречие.

### Проективная сфера
Рассмотрим сферу, пусть большие круги сферы будут «прямыми», а пары антиподальных точек будут «точками». Легко проверить, что система подчиняется аксиомам проективной плоскости:
- любая пара различных больших кругов пересекаются в паре антиподальных точек
- любые две различных пары антиподальных точек лежат на единственном большом круге

Если мы отождествляем любую точку на сфере с её антиподальной точкой, получим представление вещественной проективной плоскости, в котором «точками» проективной плоскости являются реальные точки. Это означает, что проективная плоскость является факторпространством сферы, которое получается путём разбиения сферы на классы эквивалентности отношением {\displaystyle \sim }, где {\displaystyle x\sim y} если y = −x. Это факторпространство гомеоморфно множеству всех прямых, проходящих через начало координат в R3.
Факторное отображение из сферы в вещественную проективную плоскость является, фактически, двухлистным (то есть два-в-один) накрытием. Отсюда следует, что фундаментальная группа вещественной проективной плоскости является циклической группой порядка 2. Можно взять цикл AB на рисунке вверху в качестве генератора.

### Проективная полусфера
Поскольку сфера покрывает вещественную проективную плоскость дважды, проективная плоскость может быть представлена как замкнутая полусфера, у которой противоположные точки обода отождествлены.

### Поверхность Боя — погружение
Проективная плоскость может быть погружена (локальные окрестности области определения не имеют самопересечений) в трёхмерном пространстве. Поверхность Боя является примером такого погружения.
Многогранные примеры должны иметь по меньшей мере девять граней.

### Римская поверхность
Римская поверхность Штейнера является вырожденным отображением проективной плоскости в трёхмерное пространство, содержащее плёнку Мёбиуса.
Представление в виде многогранника — это тетрагемигексаэдр, который имеет ту же общую форму, что и поверхность Штейнера.

### Полумногогранники
В другом направлении некоторые абстрактные правильные многогранники, полукуб, полудодекаэдр и полуикосаэдр, могут быть построены как фигуры проективной плоскости. См. статью «Проективный многогранник».

### Планарные проекции
Были описаны различные планарные проекции или отображения проективной плоскости. В 1874 Кляйн описал отображение {\displaystyle k(x,y)={\sqrt {1+x^{2}+y^{2}}}.(x,y)} 
Центральная проекция проективной полусферы на плоскость даёт обычную бесконечную проективную плоскость, описанную ниже.

### Плёнка Мёбиуса
Если склеить круг с плёнкой Мёбиуса, получим замкнутую поверхность. Эта поверхность может быть представлена параметрически следующими уравнениями:
{\displaystyle X(u,v)=r\,(1+\cos v)\,\cos u,}
{\displaystyle Y(u,v)=r\,(1+\cos v)\,\sin u,}
{\displaystyle Z(u,v)=-\mathrm {th} \,\left(u-\pi \right)\,r\,\sin v,}
где u и v пробегают от 0 до 2π.
Эти уравнения подобны уравнениям для тора. На рисунке 1 показан замкнутый диск с плёнкой Мёбиуса.
|                                              |
| Рисунок 1. Два вида диска с плёнкой Мёбиуса. |

Диск с плёнкой Мёбиуса имеет плоскость симметрии, которая проходит через отрезок с точками пересечения (на рисунке плоскость будет горизонтальна). На рисунке 1 диск с плёнкой Мёбиуса показан сверху относительно плоскости симметрии z = 0, но он будет выглядеть точно так же и при рассмотрении снизу.
Диск с плёнкой Мёбиуса можно рассечь вдоль плоскости симметрии с условием, что не рассекается ни одна двойная точка. Результат показан на рисунке 2.
|                                                           |
| Рисунок 2. Два вида рассечённого диска с плёнкой Мёбиуса. |

При таком условии видно, что рассечённый диск с плёнкой Мёбиуса гомеоморфен самопересекающемуся диску, как показано на рисунке 3.
|                                                          |
| Рисунок 3. Два различных вида самопересекающегося диска. |

Самопересекающийся диск гомеоморфен обычному диску. Параметрические уравнения самопересекающегося диска:
{\displaystyle X(u,v)=r\,v\,\cos 2u,}
{\displaystyle Y(u,v)=r\,v\,\sin 2u,}
{\displaystyle Z(u,v)=r\,v\,\cos u,}
где u пробегает от 0 до 2π, а v пробегает от 0 до 1.
Проекция самопересекающегося диска на плоскость симметрии (z = 0 при приведённой выше параметризации), которая проходит только через двойные точки, представляет собой обычный диск, который повторяет себя (сворачивается на себя).
Плоскость z = 0 рассекает самопересекающийся диск на пару дисков, представляющих зеркальные отражения друг друга. Диски имеют центры в начале координат.
Рассмотрим теперь обода дисков (с v = 1). Точки на ободе самопересекающегося диска идут парами как отражения друг друга относительно плоскости z = 0.
Диск с плёнкой Мёбиуса образуется отождествлением этих пар точек. Это означает, что точка с параметрами (u,1) и координатами {\displaystyle (r\,\cos 2u,r\,\sin 2u,r\,\cos u)} отождествляется с точкой (u + π,1), координаты которой {\displaystyle (r\,\cos 2u,r\,\sin 2u,-r\,\cos u)}. Но это означает, что пары противоположных точек на ободе (эквивалентного) обычного диска отождествляются. Таким образом из диска формируется вещественная проективная плоскость, так что поверхность, показанная на рисунке 1 (диск с плёнкой Мёбиуса), топологически эквивалентна вещественной проективной плоскости RP2.

## Гомогенные координаты
Точки плоскости можно представить однородными координатами. Точка имеет однородные координаты {\displaystyle [x:y:z]}, при этом координаты {\displaystyle [x:y:z]} и {\displaystyle [tx:ty:tz]} соответствуют для всех ненулевых значений t одной и той же точке. Точки с координатами {\displaystyle [x:y:1]} представляют обычную вещественную плоскость, которая называется конечной частью проективной плоскости, а точки с координатами {\displaystyle [x:y:0]} называются точками на бесконечности или идеальными точками, которые образуют прямую, которая называется бесконечно удалённой прямой. Однородные координаты {\displaystyle [0:0:0]} не представляют какую-либо точку.
Прямые на плоскости можно представить однородными координатами. Проективная прямая, соответствующая плоскости {\displaystyle ax+by+cz=0} в R3, имеет однородные координаты {\displaystyle (a:b:c)}. Таким образом, эти координаты имеют отношение эквивалентности {\displaystyle (a:b:c)=(da:db:dc)} для всех ненулевых значений d. Это следствие того, что уравнение той же прямой {\displaystyle dax+dby+dcz=0} даёт те же самые однородные координаты.
Точка {\displaystyle [x:y:z]} лежит на прямой {\displaystyle (a:b:c)}, если {\displaystyle ax+by+cz=0}.
Таким образом, прямые с координатами {\displaystyle (a:b:c)}, где a и b не равны 0, соответствуют прямым обычной вещественной плоскости, поскольку они содержат точки, не лежащие на бесконечности. Прямая с координатами {\displaystyle (0:0:1)} является бесконечно удалённой прямой, поскольку на ней лежат только точки, для которых {\displaystyle z=0}.

### Точки, прямые и плоскости
Прямую в плоскости P2 можно представить уравнением {\displaystyle ax+by+cz=0}. Если мы рассматриваем a, b и c как вектор-столбец g, а x, y, z как вектор-столбец x, то уравнение, приведённое выше, можно записать как:
{\displaystyle \mathbf {x} ^{T}\mathbf {g} =0} или {\displaystyle \mathbf {g} ^{T}\mathbf {x} =0}.
Используя векторную запись, мы можем вместо этого записать
{\displaystyle \mathbf {x} \ldots \mathbf {g} =0} или {\displaystyle \mathbf {g} \ldots \mathbf {x} =0}.
Уравнение {\displaystyle k(\mathbf {x} ^{T}\mathbf {g} )=0} (где k является ненулевым скаляром) выметает плоскость, которая проходит через начало координат в R3, а k(x) выметает прямую, снова проходящую через начало координат. Плоскость и прямая являются линейными подпространствами в R3, которые всегда проходят через начало координат.

### Идеальные точки
В P2 уравнение прямой — {\displaystyle ax+by+c=0}, и это уравнение может представлять любую прямую на любой плоскости, параллельной плоскости x, y при умножении уравнения на k.
Если z = 1, мы имеем нормализованные однородные координаты. Все точки, для которых z = 1, создают плоскость. Представим себе, что мы смотрим на эту плоскость (из точки дальше по оси z и смотрим в направлении начала координат) и на плоскости имеется две параллельные прямые. Из точки обзора мы можем видеть только часть плоскости (что обусловлено свойствами зрения), которая на рисунке выделена красным. Если мы удаляемся от плоскости вдоль оси z (продолжая смотреть в сторону начала координат), мы можем видеть бо́льшую часть плоскости. Исходные точки нашего фрагмента обзора передвигаются. Мы можем отразить это движение путём деления однородных координат на константу. На рисунке мы поделили на 2, так что значение z теперь стало 0,5. Если мы отодвигаемся достаточно далеко, рассматриваемая область превращается в точку. По мере удаления мы видим прямые всё более широко, при этом параллельные прямые пересекаются на бесконечно удалённой прямой (прямой, проходящей через начало координат на плоскости z = 0). Прямые на плоскости z = 0 являются идеальными точками. Плоскость z = 0 является бесконечно удалённой прямой.
Точка с однородными координатами (0, 0, 0) — это точка, куда сходятся все действительные точки, когда вы смотрите на плоскость с бесконечности, а прямая на плоскости z = 0) — это прямая, на которой пересекаются все параллельные прямые.

### Двойственность
В уравнении {\displaystyle \mathbf {x} ^{T}\mathbf {g} =0} имеется два вектор-столбца. Вы можете при сохранении постоянным одного столбца менять другой. Если мы сохраняем точку x постоянной и меняем коэффициенты g, мы создаём новые прямые, проходящие через точку. Если мы сохраняем постоянными коэффициенты и меняем точки, удовлетворяющие уравнению, мы создаём прямую. Мы рассматриваем x как точку, поскольку оси, которые мы используем — это x, y и z. Если мы вместо этого используем в качестве коэффициентов оси a, b, c, точки становятся прямыми, а прямые становятся точками. Если мы доказываем некоторый факт для графического представления данных при осях x, y и z, те же самые доводы можно использовать для осей a, b и c. Это называется двойственностью.

#### Прямые, соединяющие точки, и пересечение прямых (используя двойственность)
Уравнение {\displaystyle \mathbf {x} ^{T}\mathbf {g} =0} вычисляет скалярное произведение двух вектор-столбцов. Скалярное произведение двух векторов равно нулю, если вектора ортогональны. В плоскости P2, прямую между точками x1 и x2 можно представить как вектор-столбец g, удовлетворяющий уравнениям {\displaystyle \mathbf {x} _{1}^{T}\mathbf {g} =0} и {\displaystyle \mathbf {x} _{2}^{T}\mathbf {g} =0}, или, другими словами, вектор-столбец g, который ортогонален векторам x1 и x2. Векторное произведение находит такой вектор — прямая, соединяющая две точки имеет однородные координаты, задаваемые уравнением —{\displaystyle \mathbf {x} _{1}\times \mathbf {x} _{2}}. Пересечение двух прямых можно найти тем же образом, используя двойственность, как векторное произведение векторов, представляющих прямые {\displaystyle \mathbf {g} _{1}\times \mathbf {g} _{2}}.

## Вложение в 4-мерное пространство
Проективная плоскость вкладывается в 4-мерное евклидово пространство. Вещественная проективная плоскость P2(R) является факторпространством 2-сферы
{\displaystyle S^{2}=\{(x,y,z)\in \mathbf {R} ^{3}:x^{2}+y^{2}+z^{2}=1\}}
по антиподальному отношению {\displaystyle (x,y,z)\sim (-x,-y,-z)}. Рассмотрим функцию {\displaystyle \mathbf {R} ^{3}\rightarrow \mathbf {R} ^{4}} заданную как {\displaystyle (x,y,z)\mapsto (xy,xz,y^{2}-z^{2},2yz)}. Это отображение ограничивается до отображения, областью определения которого является S2 и, поскольку каждый член является однородным полиномом чётной степени, оно принимает одинаковые значения в R4 на каждой из двух аннтиподальных точек сферы S2. Это даёт отображение {\displaystyle \mathbf {P} ^{2}(\mathbf {R} )\rightarrow \mathbf {R} ^{4}}. Более того, это отображение является вложением. Заметим, что это вложение позволяет проекцию в R3, являющуюся римской поверхностью.

## Неориентируемые поверхности более высокого полурода
Склеив проективные плоскости одна за другой, мы получим неориентируемые поверхности более высокого полурода. Процесс склеивания состоит из вырезания маленького диска из каждой поверхности и отождествления (склеивания) границ. Склеивание двух проективных плоскостей даёт бутылку Клейна.
Статья о фундаментальном многоугольнике описывает неориентируемые поверхности более высокого полурода.